# Грозото
Грозо̀то (на италиански: Grosotto, на западноломбардски: Grosùt, Грозут) е село и община в Северна Италия, провинция Сондрио, регион Ломбардия. Разположено е на 162 m надморска височина. Населението на общината е 1633 души (към 2010 г.).